# Pokémon Dash
Pokémon Dash (ポケモンダッシュ, Pokemon Dasshu) é um jogo da série Pokémon. É o primeiro jogo de corrida dos monstrinhos e também o primeiro jogo da série para o Nintendo DS. Nele, há corridas entre os Pokémon em circuitos controlando-os com a Stylus.

## Gameplay
Usando a canetinha Stylus, o jogador controla um Pokémon em uma corrida, passando por vários checkpoints. Após passar por certos checkpoints em ordem, a corrida acaba e quem fez isso mais rápido vence. Quando o jogador joga o game pela primeira vez, ele automaticamente irá participar de uma corrida-teste. Após completá-la, o jogador pode correr no Grand Prix Mode, passando por vária copas em vária dificuldades, semelhante aos jogos da série Mario Kart. No modo multiplayer, até seis jogadores podem correr.

## Copas no modo GP
| Green Cup - Green Fields - Running Through - Beach Path - Footprint of Mankey - Pikachu Island White Cup - White Snow Land - Trial Swamp - Lake of Mystery - Cracked Plains - Luvdisc Island | Blue Cup - Zigzag Road - Steering Stream - Mud Plateau - Star Lake - Jirachi Mountain Yellow Cup - Smeargle's Mark - Lava Island - Glacier Island - Sand Island - Pallet Island | Red Cup - Twiddle Meadow - Heat Land - Vortex Lagoon - Freezing Spiral - Pokémon Park Island |

## Pokémon jogáveis
| - Pikachu - Meowth - Munchlax - Bulbasaur | - Charmander - Aipom - Treecko - Torchic | - Mudkip - Jigglypuff - Wynaut - Pichu | - Teddiursa - Marill - Mightyena - Blaziken |

## Compatibilidade
Colocando Pokémon Ruby, Sapphire, FireRed, LeafGreen ou Emerald no Slot 2 do Nintendo DS, é possível carregar um time para Pokémon Dash e correr em uma pista com o formato do mesmo.

## Recepção
O jogo recebeu geralmente críticas negativas, tendo uma pontuação agregada de 46/100 em Metacritic, e uma pontuação de 49 em GameRankings. Craig Harris, da IGN's classificou o jogo com 5/10 porque o jogador só poderia jogar como Pikachu em um único jogador, e também poderia ser finalizado em poucas horas. Alex Navarro dso GameSpot classificou como 5.2/10 afirmando que "Dash é simplesmente um dos usos mais preguiçosos da tecnologia touch screen do DS até hoje."
Em 23 de dezembro, "Dash" vendeu 109.000 cópias.